# Andreas Schmidt (Autor, 1969)

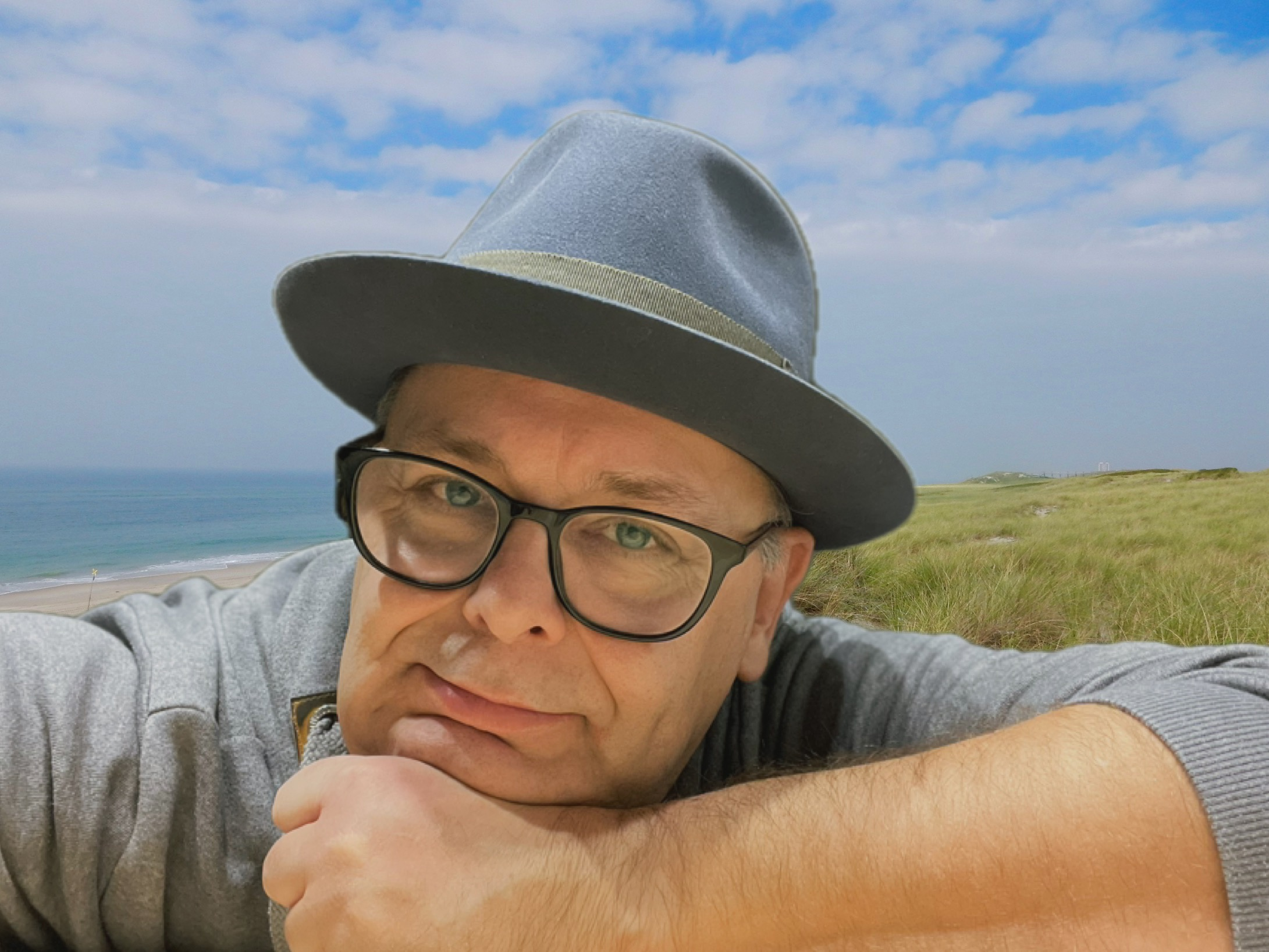

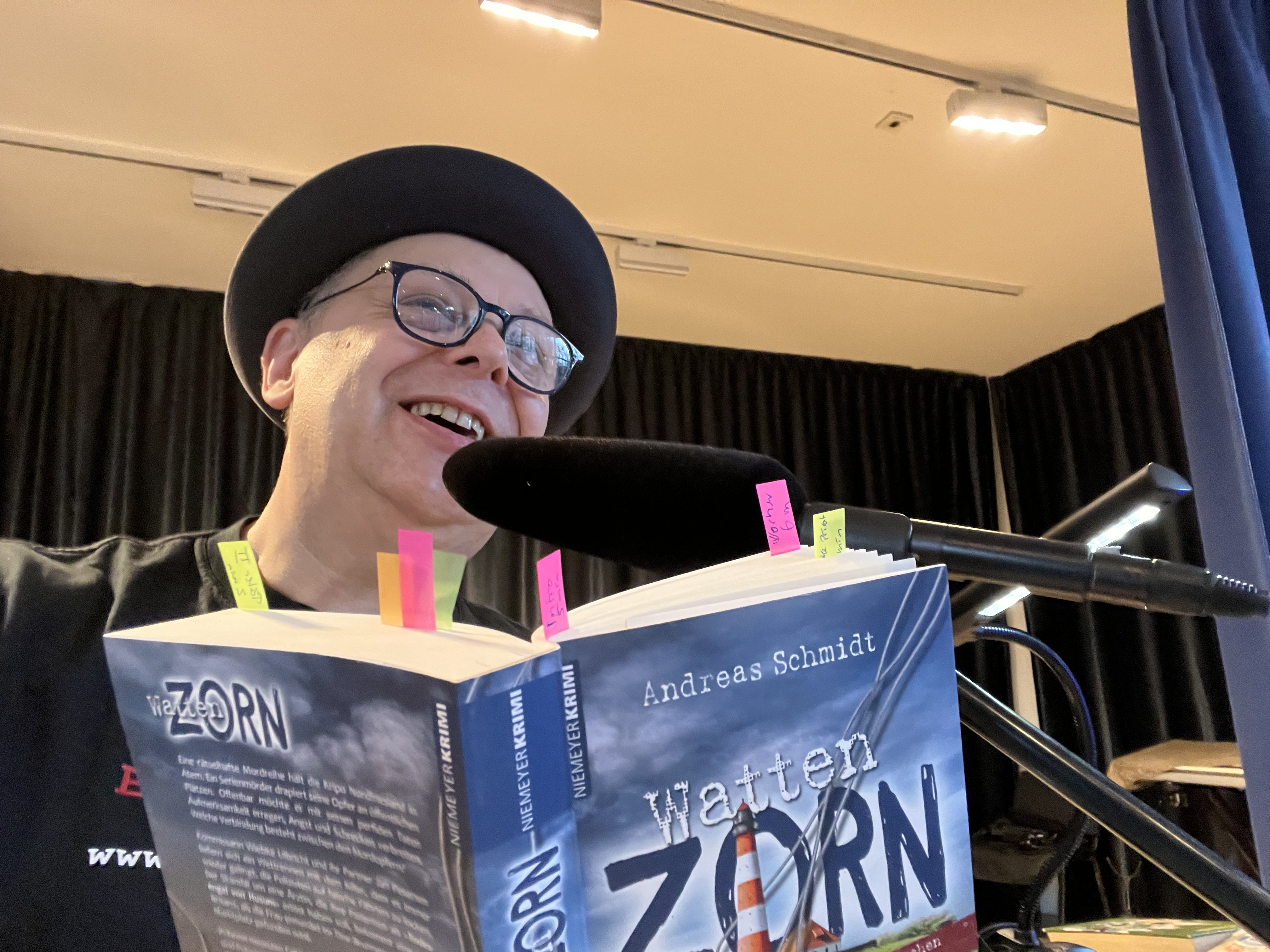

Andreas Schmidt (* 1969 in Wuppertal) ist ein deutscher Schriftsteller. Er schreibt auch unter dem Pseudonym Susanne von Berg.

## Leben
Schmidt lebt und arbeitet in Wuppertal. In den 1990er-Jahren arbeitete er nach eigenen Angaben an Heftroman-Formaten wie Geisterjäger John Sinclair, Jessica Bannister und Jerry Cotton mit.
Seinen ersten Kriminalroman (In Satans Namen) veröffentlichte er 1999. Nachdem er eine Reihe von Krimis aus seiner Heimatstadt veröffentlichte, sind aktuelle Werke in Schleswig-Holstein angesiedelt. Im März 2024 startete seine neue Reihe von Deichkrimis im Gmeiner-Verlag. Unter dem Pseudonym „Susanne von Berg“ schreibt er historische Romane im Aufbau Verlag.

## Werke (Auswahl)
- In Satans Namen, (Rhein-Mosel-Verlag, 1999)
- Das Schwebebahn-Komplott (KBV Verlag, 2002)
- Die Wupper-Connection, (KBV Verlag, 2002)
- Wuppertod (KBV-Verlag, 2003)
- Tödlicher Schnappschuss (CW Niemeyer Buchverlage, 2011)
- WeserTod (CW Niemeyer Buchverlage, 2011)
- Bernstein-Verschwörung (rga Buchverlag, 2011)
- Tod mit Meerblick, (LEDA Verlag, 2011)
- Todesduft (CW Niemeyer Buchverlage, 2012)
- HahnBlues: Ein RheinMosel-Krimi, (CW Niemeyer Buchverlage, 2012)
- WattenMord: Ein Krimi aus Husum, (CW Niemeyer Buchverlage, 2012)
- BlutGrab: Ein Krimi aus Wuppertal, (CW Niemeyer Buchverlage, 2013)
- WattenBrand: Mord zwischen den Meeren, (CW Niemeyer Buchverlage, 2017)
- Höhentod, (CW Niemeyer Buchverlage, 2018)
- WattenMord: Mord zwischen den Meeren, (CW Niemeyer Buchverlage, 2012)
- WattenBrand: Mord zwischen den Meeren, (CW Niemeyer Buchverlage, 2017)
- Dein Leben gehört mir!, (Bastei Entertainment, 2019)
- WattenAngst: Mord zwischen den Meeren, (CW Niemeyer Buchverlage, 2021)
- WattenZorn: Mord zwischen den Meeren, (CW Niemeyer Buchverlage, 2022)
- Reihe Das Kaufhaus (unter Pseudonym Susanne von Berg, Aufbau Taschenbuch Verlag, 2023)
  - Zeit der Sehnsucht
  - Zeit der Wünsche
  - Zeit des Wandels
  - Zeit der Sehnsucht (2025)
- Reihe Die Zeit der Frauen (Susanne von Berg, Aufbau Taschenbuch Verlag, 2024)
  - Eine große Erfindung
  - Jahre des Aufbruchs
  - Das Versprechen der Zukunft
- Reihe FÖRDEkrimis
  - Deichsühne (Gmeiner Verlag, 2024)
  - Fördegrauen (Gmeiner Verlag, 2025)
- Mia Sommer-Reihe
- Hass ist meine Liebe (Droemer Knaur Verlag, 2025)